# St. Josefs-Hospital Bochum-Linden
Das St. Josefs-Hospital Bochum-Linden war eine Klinik der Grundversorgung in Bochum-Linden. Es wurde 1885 eröffnet und gehörte von 1996 bis zur Schließung 2020 zur Gruppe der Helios Kliniken.
Das Haus wurde oft mit dem St. Josef-Hospital Bochum, ein Klinikum der Ruhr-Universität Bochum, verwechselt.

## Geschichte

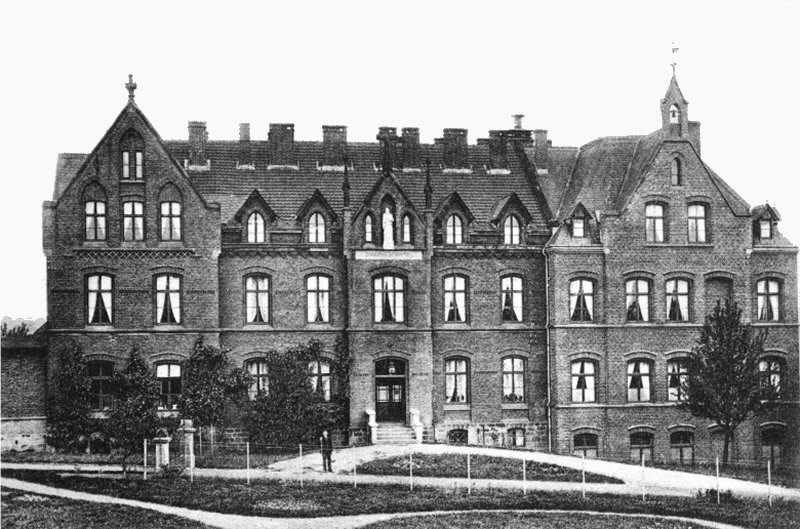
St. Josefs-Hospital Bochum-Linden 1900

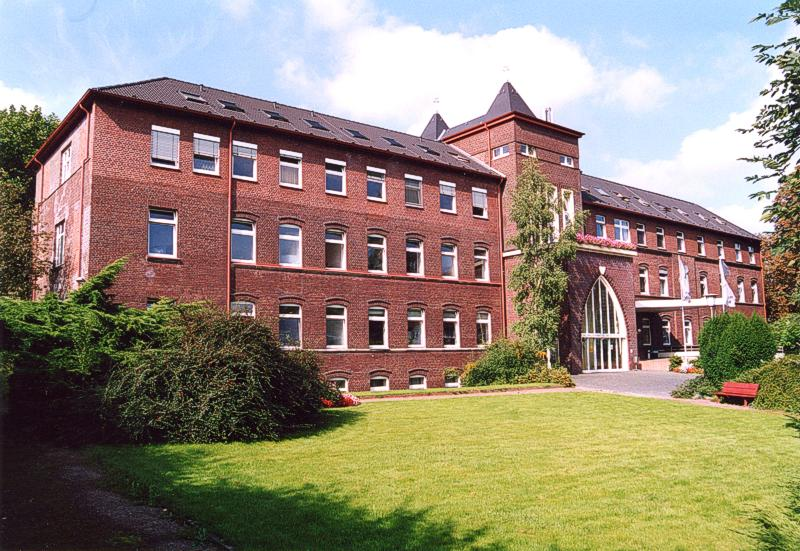
St. Josefs-Hospital Bochum-Linden 2003

Am 25. Januar 1885 eröffnete die Liebfrauengemeinde in Linden nach einjähriger Bauzeit das St. Josefs-Hospital mit 12 Betten. Drei Nonnen vom Orden der Barmherzigen Schwestern vom heiligen Vinzenz von Paul übernahmen die Pflege. Erster Arzt des Krankenhauses wurde der Knappschaftsarzt und Sanitätsrat Ferdinand Krüger (1843–1915).
Bereits 1893 wurde das zu klein gewordene Haus nach Westen um sechs Zimmer und einen Operationsraum erweitert. Das Krankenhaus zählte nun 40 Betten. Ein zweites Operationszimmer wurde 1899 errichtet. Im Jahre 1905 erfolgte der Anbau des Nordflügels. Die Bettenzahl erhöhte sich auf 120. Die Kapelle wurde 1909 errichtet. Im Jahr 1928 wurde der Südflügel angebaut. Das Krankenhaus konnte nun 150 Patienten aufnehmen.
Im Jahre 1951 wurde der Westflügel angebaut. Ferner wurde das alte Pfarrhaus aus dem Jahre 1856 durch einen Verbindungstrakt dem Krankenhaus angeschlossen. Die Liebfrauengemeinde in Linden besaß nun ein modernes Krankenhaus mit 280 Betten. Mit dem Anbau eines zweiten Nordflügels 1956 erhöhte sich die Zahl der Krankenhausbetten auf 320. Im Rahmen der Umstrukturierungsmaßnahmen der 1990er Jahre musste das Krankenhaus ein Teil seiner Kapazitäten aufgeben und verfügte über 189 Betten.
Ab 1989 wurde das Haus von Lutz Helmig und Bernard gr. Broermann übernommen, die es später in die Asklepios Kliniken GmbH einbrachten. Als sich die beiden Unternehmensgründer trennten und getrennte Klinik-Gruppen weiterführten, ging das Haus in die von Lutz Helmig gegründete Helios Kliniken GmbH über, die seit 1996 auch Hauptgesellschafter der Trägergesellschaft St. Josefs-Hospital GmbH ist. Später trennte sich der ehemalige Mehrheitsgesellschafter der Helios Kliniken GmbH, Lutz Helmig, von seinem Unternehmen und veräußerte seine Anteile an die Fresenius ProServe GmbH.
Ab 1989 setzte eine rege Bautätigkeit ein, in deren Rahmen 1993 ein zweiter Südflügel (OP-Trakt und Intensivstation) gebaut wurde. Auch wurden die Stationen des Krankenhauses renoviert.
Geschäftsführer bis 2004 war Hartmut Masanek. Ab dem Jahr 2004 wurde das St. Josefs-Hospital Bochum-Linden in die Regionalstruktur der Helios-Kliniken GmbH integriert. So bestand seit dem Jahr 2004 keine eigene Zentralsterilisation und keine eigene Küche mehr. Zugleich verlor das Haus ab 2004 zunehmend Patienten. Von durchschnittlich 5.750 Patienten in den Jahren 2000 bis 2003 sank die Zahl auf knapp 5.000 Patienten pro Jahr. Ebenso sank die Zahl der Mitarbeiter um rund 20 Prozent, wobei insbesondere die Zahl der Pflegekräfte um mehr als 30 Prozent reduziert wurde.
Das Haus hatte 2012 über 181 Betten und 309 Mitarbeiter, davon 38 Ärzte. Es verfügte über die vier somatischen Fachabteilungen Anästhesie, Chirurgie, Innere Medizin und Augenheilkunde (Belegabteilung) sowie eine Kinder- und Jugendpsychiatrie. Schwerpunkte des St. Josefs-Hospital waren die Gefäßmedizin (Gefäßchirurgie und Angiologie im Gefäßzentrum Ruhr), die gastroenterologische Versorgung (Magen-Darm-Krankheiten, Darmzentrum West) und die Fußchirurgie.
Die Akutmedizin wurde im Jahr 2020 geschlossen und das Hauptgebäude steht seitdem leer. Letzte Geschäftsführerin war Claudia Meßthaler.
Die Klinik für Kinder- und Jugendpsychiatrie, Psychotherapie und Psychosomatik wurde 1987 in einem eigenen Gebäude eröffnet. Sie wurde von Helios noch weiterbetrieben. Sie wurde zum 1. Juli 2022 von VALEARA (ehemals ZNS Bottrop) mit allen Mitarbeitern übernommen und wird als VALEARA Bochum, Zentrum für Seelische Gesundheit weitergeführt.